# Siyaj K'ak'

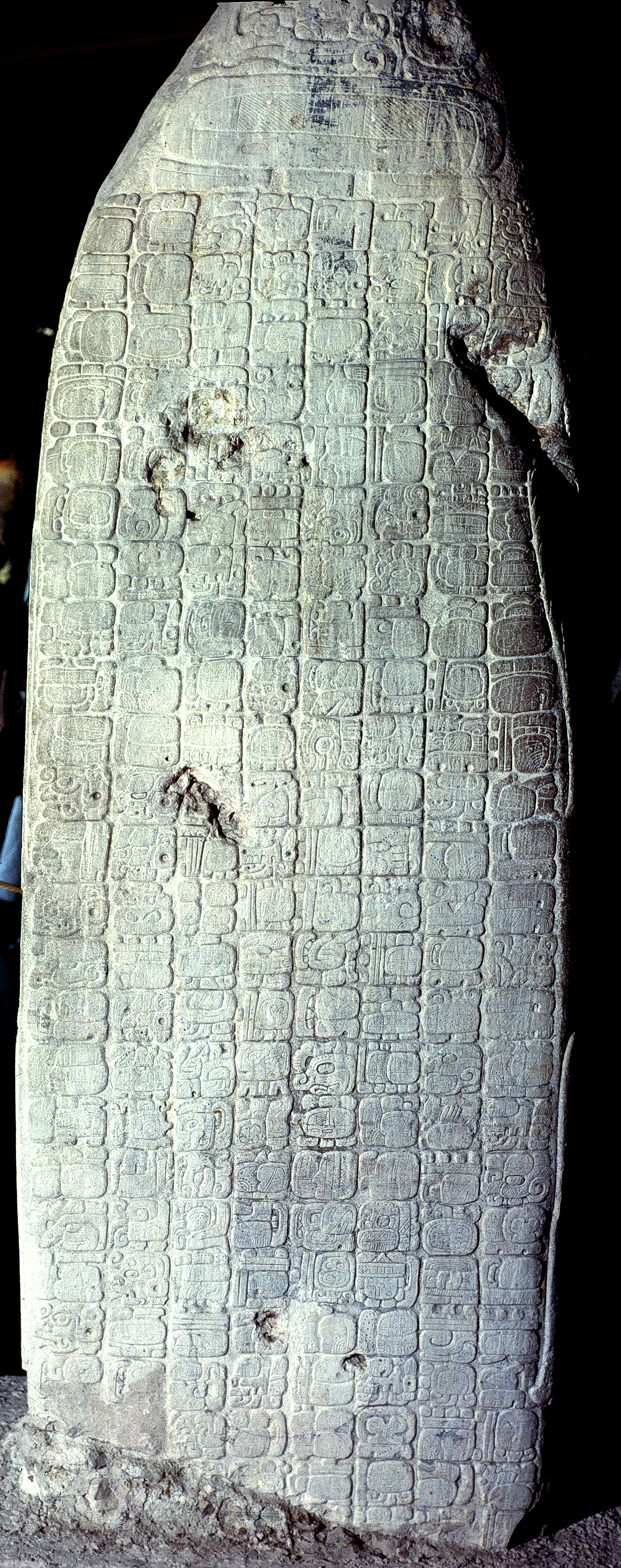
Bakre textsidan av Stele 31, från Tikal.

 Siyaj K'ak'  (eller Siyah K'ak' ), även känd med senaste glyftolkningen "Eld är Född" (tidigare öknam "Rökande Grodan"), var en mycket inflytelserik politisk person, som omtalas i glyfinskrifter på monument från Mayakulturen i Mesoamerikansk kronologis klassiska period (250-800), främst Tikal men även Uaxactun och Copan av vilka flera stadsstater han erövrade under åren 378-379.. 
Han anses ha varit en general utsänd från Teotihuacan av härskaren Atlatl Cauac, Spjutkastande Ugglan.
Med ursprung i Teotihuacan eller dess närhet, blev Siyaj K'ak' en krigsherre i Mayas hjärta i Peténbäckenet (i dagens Guatemala) under 300-talet.  Under  378 och 379 skaffade han sig överinseende vid avsättning av kungar för viktiga Maya stadsstater, sådana som  Tikal, Uaxactun och Copán med nya härskare som kunde hävda härkomst från Atlatl Cauac, "Spjutkastande Ugglan", som anses ha varit Teotihuacans högste ledare. Som Eld är Född, blev han tvungen att framställas bärande Teotihuacansk fältuniform. Det är under hans livstid, som den centrala mexikanska huvudstadens offentliga arkitektur började tränga in i  Mayaregionen; särskilt talud-tablero stilen, som var så karakteristisk för Mexikanska platån, och så atypisk för Mayaarkitektur.
Siyaj K'ak' förblev en styrkepunkt i regionen till sin död under tidigt 400-tal, som överhuvud för kungar som Tikals Yax Nuun Ayiin I (aka "Kroknäsan"). Siyah K'ak's uppdykande markerade början på ett kraftigt kulturellt inflöde från Mexikodalen. Att detta inte uppnåddes enbart via fredlig samverkan utan även krävde militär invasion, framgår av de många monument från hans framfart som nedtecknats långt efter hans död.

## Stele 15 från Waka'
Stele 15 är en bearbetad sten  som visar enbart mayaskrift. Keith Eppich daterar  stelen till 416. Monumentet uppger namnen på härskare i El Perú bakåt till mitten av 300-talet. Glyfstenen beskriver även hur en främmande härförare Siyaj K'ak', kom  till Waka' under januari 378. Enligt epigrafern David Stuart (Mayanist), stödjer denna stele uppfattningen att Siyaj K'ahk' tar sin väg genom Waka'  omkring åtta dagar, innan han tar över Tikal's regering.

## Stele 16 från Waka'
Stele 16 ritades först av Ian Graham på det tidiga 1970-talet och senare 2004 av David Freidel.
Monumentet, som hittades några få meter från Stele 15, visar en man som bär en huvuddress och kunglig utstyrsel liknande Teotihuacan-härskarnas. Mannen håller en stav med fågelhuvud på höger och en knippa på sin vänstra sida. David Freidel föreslår att fågelhuvudet är en symbol för "Spjutkastande Ugglan." Detta är ett namn som åsatts en viss  Teotihuacansk kung, och kan vara Siyaj K'ak's far. Epigrafen Stanley Guenter deshiffrerade delar av Mayaskriften på Stele 16 och menar att den säger "ställde upp [sin] rubriksten, Siyaj K'ak'". Freidel menar att detta monument är en bild av härföraren som rests många år efter att han hade färdats igenom Waka'.